# Strečno
Strečno este o comună slovacă, aflată în districtul Žilina din regiunea Žilina, pe malul râului Váh. Localitatea se află la altitudinea de 358 m deasupra n.m., se întinde pe o suprafață de 13,18 km2 și în 2017 număra 2.554 de locuitori.

## Istoric
Localitatea Strečno este atestată documentar din 1321.

## Demografie
| An:                | 1994 | 2004    | 2014   | 2024   |
| ------------------ | ---- | ------- | ------ | ------ |
| Număr de persoane: | 2406 | 2648    | 2565   | 2572   |
| Diferență:         |      | +10,05% | −3,13% | +0,27% |

| An:                | 2023 | 2024   |
| ------------------ | ---- | ------ |
| Număr de persoane: | 2589 | 2572   |
| Diferență:         |      | −0,65% |